# Адольф Дікфельд
Адольф «Альф» Дікфельд (нім. Adolf „Alf“ Dickfeld; 30 лютого 1910, Ютербог — 17 травня 2009, Драйайх) — німецький льотчик-ас, оберст люфтваффе. Кавалер Лицарського хреста Залізного хреста з дубовим листям.

## Біографія
Учасник Французької кампанії і Німецько-радянської війни, пілот 52-ї винищувальної ескадри. Восени 1942 року підбитий в бою з радянськими винищувачами і здійснив вимушену посадку на території, контрольованій радянськими військами, але зміг вийти до своїх. З січня по 31 березня 1942 року командував 2-ю групою 2-ї винищувальної ескадри «Ріхтгофен» в Тунісі. Під час оборони Німеччини з 17 квітня по травень 1943 року командував 2-ю групою 11-ї винищувальної ескадри.
Всього за час бойових дій здійснив 1 072 бойових вильоти і збив 132 ворожих літаки, з них 101 радянський. В Північній Африці і на Заході збив 18 літаків, з них 11 — 4-моторні бомбардувальники.
Після закінчення війни переїхав в Африку і став господарем ферми в Намібії.

## Нагороди
- Медаль «За вислугу років у Вермахті» 4-го класу (4 роки)
- Нагрудний знак пілота (1938)
- Залізний хрест
  - 2-го класу (13 грудня 1939)
  - 1-го класу (12 січня 1940)
- Почесний Кубок Люфтваффе (15 грудня 1941)
- Німецький хрест в золоті (22 січня 1942)
- Лицарський хрест Залізного хреста з дубовим листям
  - лицарський хрест (19 березня 1942)
  - дубове листя (№ 94; 17 березня 1942)
- Відзначений у Вермахтберіхт
  - «У вчорашніх повітряних боях на Східному фронті лейтенант Граф здобув свою 98-104 перемоги, а лейтенант Дікфельд — 82-90 перемоги.» (15 травня 1942)
- Нагрудний знак «За поранення» в сріблі (1943)
- Орден «За військові заслуги» (Болгарія) в золоті
- Авіаційна планка винищувача в золоті з підвіскою
- Нарукавна стрічка «Африка»
- Золотий почесний знак Гітлер'югенду